# Мирославль
Миросла́вль — село в Україні, у Баранівській міській громаді Звягельського району Житомирської області. Населення становить 506 осіб.
У селі знаходиться сільськогосподарський кооператив «Новий шлях».

## Населення
Згідно з переписом УРСР 1989 року чисельність наявного населення села становила 612 осіб, з яких 270 чоловіків та 342 жінки.
За переписом населення України 2001 року в селі мешкало 506 осіб.

### Мова
Розподіл населення за рідною мовою за даними перепису 2001 року:
| Мова       | Відсоток |
| ---------- | -------- |
| українська | 98,42 %  |
| російська  | 0,79 %   |
| білоруська | 0,40 %   |
| молдовська | 0,40 %   |

## Історія
У 1906 році — село Смолдирівської волості Новоград-Волинського повіту Волинської губернії. Відстань від повітового міста 28 версти, від волості 7. Дворів 186, мешканців 1028.
У 1923—1924 та 1925—1964 роках — адміністративний центр Мирославльської сільської ради.
У липні 2015 року парафіяльна громада Мирославля ухвалила рішення про вихід зі складу МП (таку назву парафія мала з 1991 року) та прилучення до УПЦ КП.
27 липня 2016 року село увійшло до складу новоствореної Баранівської міської територіальної громади Баранівського району Житомирської області. Від 19 липня 2020 року, разом з громадою, в складі новоствореного Новоград-Волинського району (нині — Звягельський район) Житомирської області.

## Відомі люди
- Наливайко Віктор Валерійович (1981—2014) — український військовик, сержант Збройних сил України, учасник російсько-української війни.